# Landkreis Aichach-Friedberg
Landkreis Aichach-Friedberg är ett distrikt i Schwaben, Bayern, Tyskland. 

## Infrastruktur
Genom distriktet passerar motorvägen A8.